# النوم مع أشخاص آخرين
النوم مع أشخاص آخرين (بالإنجليزية: Sleeping with Other People)‏ هو فيلم رومانسي كوميدي أمريكي تم إنتاجه في سنة 2015 وهو من إخراج ليزلي هيدلاند وبطولة جيسون سوديكس وأليسون بري وناتاشا ليون وأماندا بيت وادم سكوت، تم عرض الفيلم في البداية في مهرجان صاندانس السينمائي في سالت ليك سيتي في 24 يناير 2015 وثم تم طرحه في دور السينما في 11 سبتمبر 2015 بتوزيع من شركة آي إف سي للأفلام.

## قصة
قصة الفلم تتكلم عن فتاة اسمها لايني تقرر استضافة حارسها الشخصي في الخارج وألذي يدعى جيك وثم يعلمها حارسها الشخصي عن خسارة عذراويتها وثم يكتشفان أنهم كلاهما لم يخسر عذريته فينامان مع بعضهما.

## روابط خارجية
- النوم مع أشخاص آخرين على موقع IMDb (الإنجليزية)
- النوم مع أشخاص آخرين على موقع ميتاكريتيك (الإنجليزية)
- النوم مع أشخاص آخرين على موقع روتن توميتوز (الإنجليزية)
- النوم مع أشخاص آخرين على موقع نتفليكس (الإنجليزية)
- النوم مع أشخاص آخرين على موقع قاعدة بيانات الأفلام العربية
- النوم مع أشخاص آخرين على موقع ألو سيني (الفرنسية)
- النوم مع أشخاص آخرين على موقع Turner Classic Movies (الإنجليزية)
- النوم مع أشخاص آخرين على موقع أول موفي (الإنجليزية)
- النوم مع أشخاص آخرين على موقع بوكس أوفيس موجو (الإنجليزية)
- النوم مع أشخاص آخرين على موقع فيلمافينيتي (الإسبانية)